# Споменка Ковач
Споменка Ковач (3. мај 1952 — 22. август 2005) је била југословенски сценариста и текстописац бројних песама.
Споменка Ковач је била супруга композитора Корнелија Ковача и мајка певачица Александре Ковач и Кристине Ковач и глумице Ање Ковач. 

## Текстови песама
Мање је познато да је написала текстове многих песама од којих су неке постале антологијски хитови:
- Ако одлазиш (К 2)
- Било је тако лепо све (Оливера Катарина)
- Брига ме дал сам стота или прва (Радмила Караклајић)
- Буди добар и мисли на мене (Бисера Велетанлић)
- Дал и еби (К 2)
- Вјечита љубав (Нина Бадрић)
- Дивни младићи Београда (Бисера Велетанлић)
- Еј срећо моја (Кемал Монтено)
- Зашто спаваш (Здравко Чолић)
- Због твоје љубави (Бисера Велетанлић)
- Златни дан (Бисера Велетанлић)
- И биће жена (Златко Пејаковић)
- Игра (Здравко Чолић)
- Идемо даље (Александра Ковач)
- Изнад свега (Корнелије Ковач)
- Једном у животу (Саша Васић)
- Казна божија (Ела Б)
- Ко лијана (Саша Васић)
- Ко си ти да говориш о љубави
- Летња авантура (Оливера Катарина)
- Љубав богом дана (Ксенија)
- Маестро и виолина (Драган Стојнић)
- На мојој страни кревета (Бисера Велетанлић)
- Носталгија (Неда Украден)
- Овде ти је дом (Александра Ковач)
- Ове ноћи једна жена
- Одавде до вечности
- Она је дала (Даворин Поповић)
- Послије раскоши и сјаја (Здравко Чолић)
- Пријатељице (Неда Украден)
- Пробаћу (Саша Васић)
- Прстен (Неда Украден)
- Пусти ме (Зорица Брунцлик)
- Сањам (Оливера Катарина)
- Смијем се без смисла (Здравко Чолић)
- Страст
- Теби треба моја снага (Бисера Велетанлић)
- Ти немаш шансе (Неда Украден)
- Ти си ми у крви (Здравко Чолић)
- Успомене, успомене (Златко Пејаковић)
- Физичка ствар (Тања Бањанин)[2]

## Познати певачи су певали и певају песме са њеним текстовима
- Александра Ковач
- Бисера Велетанлић
- Даворин Поповић
- Драган Стојнић
- Душан Свилар
- Жељко Самарџић
- Здравко Чолић
- Златко Пејаковић
- Зорица Брунцлик
- Кемал Монтено
- Корнелије Ковач
- Кристина Ковач
- Неда Украден
- Нина Бадрић
- Оливера Катарина
- Радмила Караклајић
- Северина
- Тања Бањанин

## Сценариста
Споменка Ковач је осмислила и написала сценарио за телевизијску серију за младе Неки нови клинци и серију Доме слатки доме.